# Elie Hatem
Pour les articles homonymes, voir Hatem.
Elie Hatem est un avocat et homme politique franco-libanais.
Royaliste et maurassien, personnalité des cercles d'extrême droite et antisémites, il est membre du comité directeur de l'Action française (association Centre royaliste d'Action française) de 1983 aux années 2010, avant de participer à la fondation de l'organisation dissidente L'Action française (association Amitié et Action française) en 2018.
Il est un proche de la famille Le Pen, plus particulièrement de Jean-Marie Le Pen. Il lui organise, ainsi qu'à Marine Le Pen, deux déplacements au Liban. Il est candidat pour le Front national aux élections municipales de 2014 à Paris puis pour Civitas — avec le soutien de Jean-Marie Le Pen — aux élections législatives de 2017 dans le Var.
Après avoir été conseiller du secrétaire général des Nations unies Boutros Boutros-Ghali, il suit une carrière d'avocat international, docteur en droit, avec pour clients notables Bob Denard en 2006, des princes saoudiens en 2016 et 2018 et Yahia Gouasmi en 2015 et 2019-2020.

## Parcours professionnel
Elie Joseph Hatem naît à Nottingham, au Royaume-Uni. D'origine maronite, il possède la double nationalité française et libanaise. Il est descendant d'une lignée d'aristocrates libanais de confession maronite, parmi lesquels Cheikh Eid Hatem, gouverneur du Liban en 1861.

### Activités de conseiller puis d'avocat
Durant les années 1990, Elie Hatem est conseilleur du secrétaire général des Nations unies Boutros Boutros-Ghali. Homme de réseaux, il conseille également Amine Gemayel, président de la République libanaise de 1982 à 1988, et Rifaat al-Assad, responsable des services secrets syriens en France et vice-président de la République syrienne entre 1984 et 1998.
Pour ses affaires, il voyage à Chypre, à Moscou ou au Liban, pays au sein desquels il s'est forgé des contacts,. Il se vante de réseaux et d'amitiés supposées auprès de la famille royale saoudienne, de la famille el-Assad de Syrie, du président libanais Michel Aoun ou des chefs d'État russe et américain Vladimir Poutine et Donald Trump.
Il soutient sa thèse La question chypriote : approche et perspectives juridiques, dirigée par Joëlle Le Morzellec, en 1998 à l'université Paris-XI. Il obtient son doctorat en droit.
En tant qu'avocat international, Elie Hatem se fait remarquer en 2006 en défendant le mercenaire français actif en Afrique Bob Denard, à propos duquel il a signé la préface d'une biographie écrite par Philippe Hugounenc en 2020. Il est l'avocat de la princesse saoudienne Hassa bint Salman Al Saud (en), lorsque celle-ci est visée par un mandat d'arrêt français en 2016, puis de son cousin Salmane ben Abdelaziz ben Salmane Al Saoud après qu'il a été arrêté en 2018, sur l'ordre de son frère le prince héritier Mohammed ben Salmane. L'année suivante, il défend l'ancien vice-président syrien Rifaat el-Assad, oncle de Bachar el-Assad. En France, il est l'avocat de Yahia Gouasmi lorsque celui-ci porte plainte contre Charlie Hebdo après la publication d'une caricature du prophète Mahomet en 2015 puis, à la fois de Yahia Gouasmi et Jamel Tahir, en 2020, où il obtient la relaxe. Ex-dirigeants de l'association islamiste et pro-Hezbollah Centre Zahra dissoute en 2019, ils sont jugés pour reconstitution de ligue dissoute ; Elie Hatem dénonce une politisation de l'affaire par le « lobby sioniste ».

### Professeur de droit
De novembre 2018 à février 2019, il donne des cours sur le droit des associations à l'UFR de droit de l'université Paris-XIII dans le cadre du master « Management des organisations sanitaires et sociales ». Le 30 janvier 2019, une dizaine de membres de l'Union des étudiants juifs de France interrompt un de ses cours. L'organisation étudiante l'accuse d'avoir tenu des « propos racistes » et d'avoir « participé à […] des conférences où il rend hommage à Pétain, où il appelle à appliquer intégralement les théories de Charles Maurras » ; Hatem se défend en affirmant qu'il « aurai[t] eu le même traitement avec la même déformation de la situation si j'avais rendu hommage au général de Gaulle dont certains propos provoquèrent une polémique en leur temps ». Ses cours prennent fin, « d'un commun accord », le mois suivant.

## Parcours politique

### Liban
Durant les années 1990, Elie Hatem s'investit pour la libération du Liban de l'emprise de la Syrie. Il s'engage au sein du Rassemblement pour le Liban, un parti politique fondé par Michel Aoun lors de son exil à Paris et prédécesseur du Courant patriotique libre. Conseiller d'Aoun, il est à l'origine de son rapprochement avec le Hezbollah, après une visite au Liban en compagnie de Boutros Boutros-Ghali.
Elie Hatem fonde en 2002 la Fondation pour la francophonie, qu'il préside. Elle organise en 2002 un voyage de Jean-Marie Le Pen à Beyrouth, où elle lui décerne la même année le prix du meilleur discours francophone, puis participe en 2003 au Festival du film universitaire de Deir-el-Qamar, au Liban.

### Action française

#### Les débuts à l'Action Française
En 1983, Elie Hatem intègre le « comité directeur de l'action française » au sein de l'organisation Restauration nationale, mouvement politique héritier de l'Action française (AF) de Charles Maurras,. En 1998, il est l'auteur des statuts juridiques de la nouvelle association loi de 1901 représentante du mouvement, le Centre royaliste d'Action française (CRAF), mais sans être membre de l'association. Il intervient régulièrement pour le mouvement dans les médias d'extrême droite ou dans des réunions publiques. Il écrit dans son organe de presse et pour son site web, jusqu'en janvier 2018.

#### Le rapprochement avec d'autres organisations d'extrême-droite
À partir de 2014, gardant des liens avec l'Action française, Elie Hatem se porte candidat pour le Front national-Rassemblement bleu Marine, soutient les Comités Jeanne, puis se présente en 2017 pour le parti politique Civitas,.
Parallèlement, en 2017 et 2018, il participe à des évènements publics de l'association « Amitié et Action française – Provence ». Il y parle aux côtés de représentants de différents mouvements d'extrême droite, comme Sixte-Henri de Bourbon-Parme (Communion carliste traditionaliste), Carl Lang (Parti de la France), Jacques Bompard (Ligue du Sud), Jean-Marie Le Pen (Comités Jeanne), Guillaume de Tanoüarn (Institut du Bon-Pasteur), Marion Sigaut (Égalité et Réconciliation) ou encore Alain Escada (Civitas),.
En 2019, il est invité à une conférence « Gilets jaunes, ou la révolution qui vient ! », réunissant plusieurs figures de l'antisémitisme et de l'extrême droite française autour d'Alain Soral, avec l'auteur « antijuifs » Hervé Ryssen, Jérôme Bourbon de Rivarol et d'Yvan Benedetti de L'Œuvre française. Il ne s'y rend toutefois pas. Il explique à Libération avoir « donné [son] accord pour tenir un discours au nom de l'Action française à l'invitation de M. Benedetti » mais n'avoir pas pu s'y rendre « pour des raisons d'emploi du temps »,. En février 2020, pour le banquet de la « Journée d'Action française », il réunit d'autres personnalités de l'extrême droite antisémite : le président de Civitas Alain Escada, Marion Sigaut d'Égalité et Réconciliation, Pierre-Antoine Plaquevent, la présidente de Terre et famille Stéphanie Bignon (proche de Civitas), ou une nouvelle fois Jérôme Bourbon et le prétendant au trône d'Espagne Sixte-Henri de Bourbon-Parme.

#### La scission en 2018
En raison de ses activités parallèles, le Centre royaliste d'Action française entre en conflit avec Elie Hatem,. Il lui reproche sa participation prévue au colloque « Gilets jaunes, ou la révolution qui vient ! », qualifié de « haineux et raciste », sa candidature aux élections municipales de 2014 pour le Front national, et ses bons rapports avec Civitas.
Désavoué par les cadres du CRAF, Elie Hatem fait scission le 5 octobre 2018 et crée une organisation dissidente avec l'association « Amitié et Action française » dont les comptes de réseaux sociaux affichent le nom « L'Action française ». Cette création intervient dans un contexte de conflit financier opposant Marie-Gabrielle Pujo au secrétariat général du « Centre Royaliste d’Action française » (communément considéré comme représentant de l’Action française). Les deux mouvements revendiquent l'héritage et le nom de l'Action française. Sa nouvelle organisation, dont le nom est seulement différenciable par le « L' » majuscule, est appuyée sur l'association Amitié et Action française – Provence. Il est suivi dans son part par Marie-Gabrielle Pujo, fille du fondateur de l'AF Maurice Pujo et détentrice de la marque « l'Action française », le rédacteur en chef de L'Action française 2000, Michel Fromentoux ou encore l'auteur pétainiste Gérard Bedel, qui intègrent tous avec lui le comité de direction ; André Charles devient président et Clément Gautier secrétaire général.
L'Action française d'Elie Hatem s'approche de l'antisémite Alain Soral et de son mouvement Égalité et Réconciliation : elle lui donne une tribune en décembre 2018 — tout en précisant qu'elle ne partage « pas toutes les analyses », elle considère comme lui « le sionisme comme la maladie sénile du courant nationaliste » — et le site d'Égalite et Réconciliation rend compte de plusieurs interventions d'Elie Hatem et publie un entretien avec lui.

### Proximité avec Jean-Marie Le Pen
Personnalité d'extrême droite, Elie Hatem est un proche de la famille Le Pen,,, particulièrement de Jean-Marie Le Pen dont il a un temps été conseiller. Il déclare l'avoir rencontré par l'intermédiaire de sa fille Marine Le Pen, alors que celle-ci était étudiante,. Il apparaît plusieurs fois publiquement aux côtés de Jean-Marie Le Pen et participe en 2014 à un débat au sein du Front national de la jeunesse Île-de-France.
Il obtient plusieurs entretiens de Jean-Marie Le Pen dans la presse arabe et lui sert de guide lors d'un voyage qu'il lui organise au Liban en 2002, sans toutefois parvenir à lui faire rencontrer le président de la République Émile Lahoud et le Premier ministre Rafic Hariri. Quinze ans plus tard, lors de la campagne électorale pour l'élection présidentielle de 2017, il facilite la rencontre entre Marine Le Pen et le président de la République libanaise Michel Aoun en février 2017 ; il est alors en contact régulier avec son équipe de campagne.
Elie Hatem participe aux défilés catholiques intégristes de Civitas,, groupe au sein duquel il participe aussi aux défilés en hommage à Jeanne d'Arc en 2015 et 2016 et à une manifestation en faveur des Chrétiens d'Orient en 2014.
Il est candidat aux élections municipales de 2014 à Paris, désigné tête de la liste du Front national-Rassemblement bleu Marine dans le 4e arrondissement. Sa liste obtient 5,20 % des voix, se positionnant cinquième sur sept listes. Ses positions antirépublicaines, à contre-courant de la dédiabolisation du Front national, déplaisent cependant à la direction frontiste, qui revendique son républicanisme et demande à Elie Hatem de retirer ses propos « contre la République » qu'il a affirmé à la presse. Il quitte par la suite les rangs de Marine Le Pen pour ceux de Jean-Marie Le Pen et de ses Comités Jeanne,,. Aux élections législatives de 2017, ceux-ci, au sein d'une alliance avec le Parti de la France et Civitas, soutiennent sa candidature pour Civitas, parachutée dans la septième circonscription du Var. Il réunit 169 voix, soit 0,37 % des votes exprimés.
Lors de l'élection présidentielle russe de mars 2018, Elie Hatem se rend à Moscou avec le vice-président du Front national et compagnon de Marine Le Pen Louis Aliot afin de figurer au sein du « Comité de contrôle des élections » de Vladimir Poutine. En 2014, il lui avait obtenu la préface de Boutros Boutros-Ghali pour son ouvrage Les présidents français et l'Europe : Chronique de l'abandon progressif de la souveraineté français.

## Positions politiques

### Royalisme
Royaliste, Elie Hatem déclare « ne pas être du tout républicain » et souhaiter « retourner à l'identité de la France millénaire », « avec un Roi au sommet de l'État et une société purement française, identitairement française et fidèle à sa tradition » ; sans toutefois s'affirmer légitimiste, orléaniste ou bonapartiste,. Il souhaite une France « française, chrétienne et catholique », reprochant au Front national sa laïcité. Il faudrait d'après lui faire cesser l'immigration, en « stopp[ant] l'immigration économique » et en agissant « en amont » contre l'immigration politique. Il est favorable à l'abolition du mariage homosexuel et du droit à l'avortement.
Il voit dans les partis politiques des adversaires à « l'intérêt du peuple et de la Nation », qu'ils désuniraient en s'affrontant entre Français. C'est pour cela qu'il n'adhère pas au Front national, contraire à sa « conception de démocratie directe, autrement dit les idées de Maurras ». Il s'oppose aussi également à « la République dans les pays africains », affirmant qu'« on leur a imposé un système qui n'a rien à voir avec leurs identités nationales ».

### Politique internationale
En 1994, Elie Hatem revendique dans un article son soutien à Hafez el-Assad. Il se réclame « pro-syrien » et souhaite que la France fasse « marche arrière » sur ses positions et soutienne Bachar el-Assad. Elie Hatem a notamment publié un selfie avec Bouthaina Shaaban, conseillère de Bachar el-Assad.
En 2023, il participe à un événement organisé à Moscou parrainé par le ministère russe des Affaires étrangères à des fins de propagande.

### Antisémitisme, conspirationnisme et antimaçonnisme
Elie Hatem se réclame de « la pensée de Charles Maurras », théoricien de l'antisémitisme d'État, dont il tient un meeting en hommage en avril 2018 à Villeneuve-lès-Avignon, organisé par Amitié et Action française. Croyant à la théorie du « complot juif », il déclare n'être « pas contre le Juif en tant que personne, mais contre le judaïsme politique »,. Il refuse la qualification d'antisémite et affirme être opposé à ce qu'il nomme « judéophobie » qui, selon lui, « sert les intérêts du sionisme ». Lorsque le militant d'extrême droite Hervé Ryssen est incarcéré en septembre 2020 pour antisémitisme et négationnisme, Elie Hatem signe une pétition réclamant sa libération, arguant de la « liberté d'expression ».
Au sein des médias de la sphère d'extrême droite, il relaie des théories conspirationnistes, comme le fait que les groupes djihadistes État islamique et Front al-Nosra seraient « des exécutants », derrière lesquels « se pose la question » de la responsabilité des États-Unis et d'Israël. Il apparaît également dans une vidéo rendant au hommage au maréchal Pétain,. En 1999, invité à Radio Courtoisie avec Michel Aoun, il déclare que « la société internationale est manipulée par la juiverie qui contrôle l'opinion publique avec une emprise sur les médias. De même, la classe politique est entre les mains de la franc-maçonnerie contrôlée, quant à elle, par la loge juive des B'nai B'rith ». Il réitère ses propos en 2016 sur la chaîne de télévision saoudienne Al-Arabiya, affirmant que ce sont « les mouvements sionistes et la franc-maçonnerie qui contrôlent la presse et le gouvernement en France ».

## Polémiques
Elie Hatem se fait remarquer en décembre 2019 en postant sur les réseaux sociaux des photographies de lui avec le président de la République Emmanuel Macron et sa femme Brigitte Macron, prétendant avoir été invité pour s'exprimer sur le Liban. Il était en fait l'un des deux cents invités à une remise de décoration de la Légion d'honneur à Jean-Paul Belmondo, Robert Hossein et Ralph Lauren, un mois plus tôt, invité par l'un d'entre eux et non pas par l'Élysée.

## Publications
- L'Étonnante Suzanne Labin : son œuvre, sa lutte, son message, Paris, Éditions Suzanne Labin, 1995, 140 p. (ISBN 2-950-1569-6-7)
- Thèse dirigée par Joëlle Le Morzellec, La Question chypriote : Approche et perspectives juridiques, 1998, 1006 p.
- Sous la direction de Pierre Berthelot et Elie Hatem, Les sanctions internationales : entre légalité et réalité, Paris, Éditions L'Harmattan, coll. « Orients stratégiques », 2015, 135 p. (ISBN 978-2-3430-5590-9, lire en ligne)